# Église de Saint-Jean-de-l'Île-d'Orléans
Pour l’article homonyme, voir Église Saint-Jean.
L'église de Saint-Jean-de-l'Île-d'Orléans est située dans le village de Saint-Jean-de-l'Île-d'Orléans à l'île d'Orléans au Québec. Construite entre 1734 et 1737, elle a été classée Immeuble patrimonial en 1957.

## Histoire
Une chapelle en bois avait été construite sur le site en 1675 avant la fondation de la paroisse de Saint-Jean-Baptiste en 1679. C'est cependant en 1734 que débute la construction de l'église qui n'est constituée que d'une nef et d'un chœur, sans transept et chapelles latérales. La construction se termine en 1737, mais l'église profitera de plusieurs modifications par la suite. Le clocher est remplacé en 1789. Une sacristie est construite en 1815 et agrandie en 1844. En 1852, les paroissiens demandent à l'archevêque de Québec, Pierre-Flavien Turgeon, un agrandissement de l'église. Les travaux débutent la même année d'après les plans de l'architecte Louis-Thomas Berlinguet. La nef est alors prolongée et élargie. Les travaux impliquent également une nouvelle façade de style néoclassique et un nouveau clocher.
L'intérieur est richement orné. D'abord entrepris par Jean Baillairgé de 1774 à 1777, l'aménagement se poursuit avec la chaire et un banc d'œuvre encore orné de son dais réalisés par Louis-Basile David. La fausse voûte et le retable du chœur sont l'œuvre du sculpteur André Paquet d'après des dessins de Thomas Baillairgé, en 1831. Des tableaux d'Antoine Plamondon ornent le chœur et la nef. Les sculpteurs David Ouellet, Louis Jobin et Joseph Dion, qui réalise les fonts baptismaux en 1857, ont également participé à l'ornementation du mobilier et des statues.
Située sur le bord du fleuve dans un axe est-ouest, l'église est intégrée à un ensemble qui comprend le cimetière ceinturé d'un mur en pierre, le presbytère et ses dépendances, et la place de l'église sur le devant avec un monument au Sacré-Cœur.
L'église de Saint-Jean, une des plus anciennes du Québec, a été classée bien patrimonial en 1957.

## Galerie

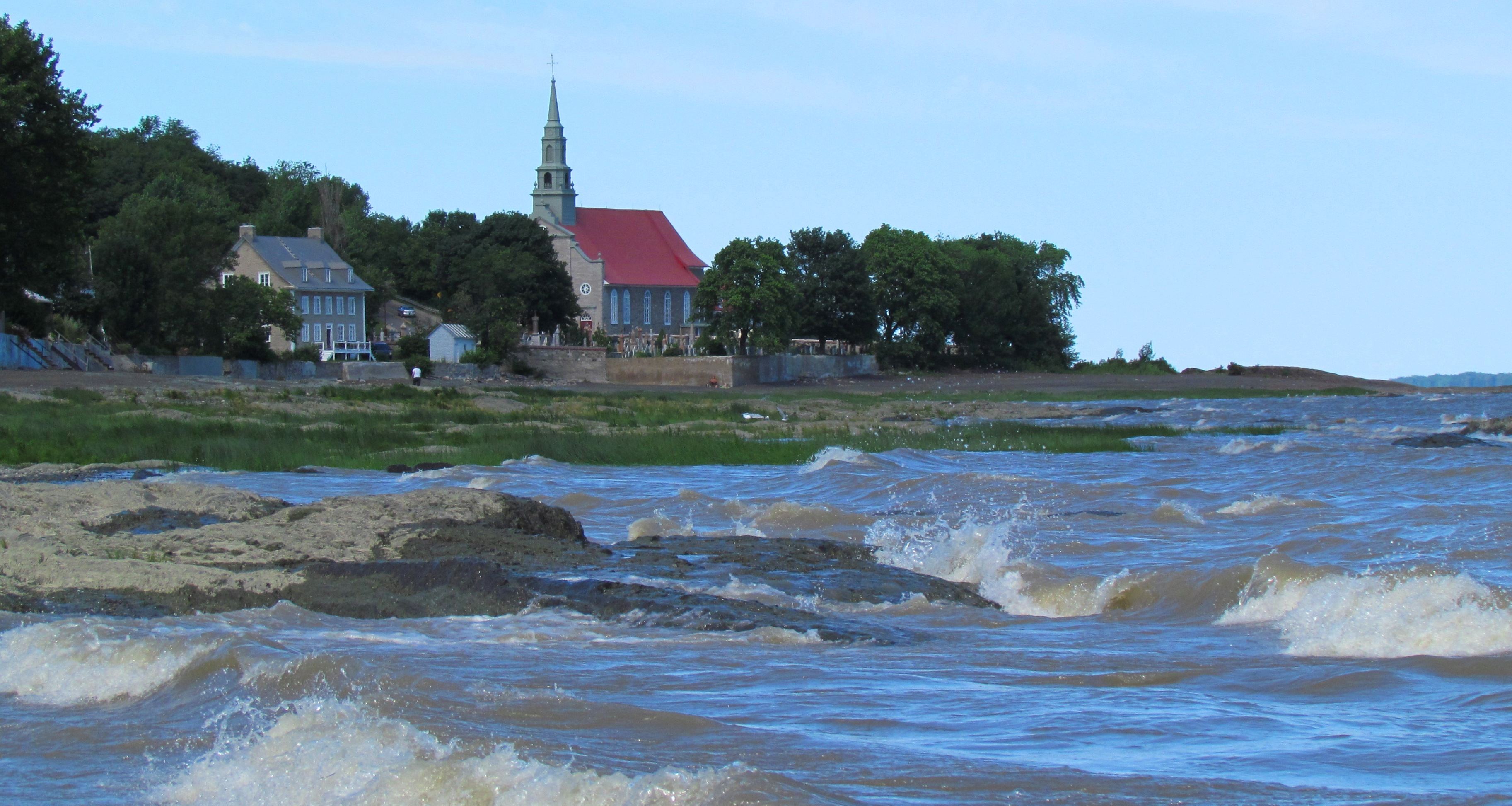
L'église en bordure du fleuve
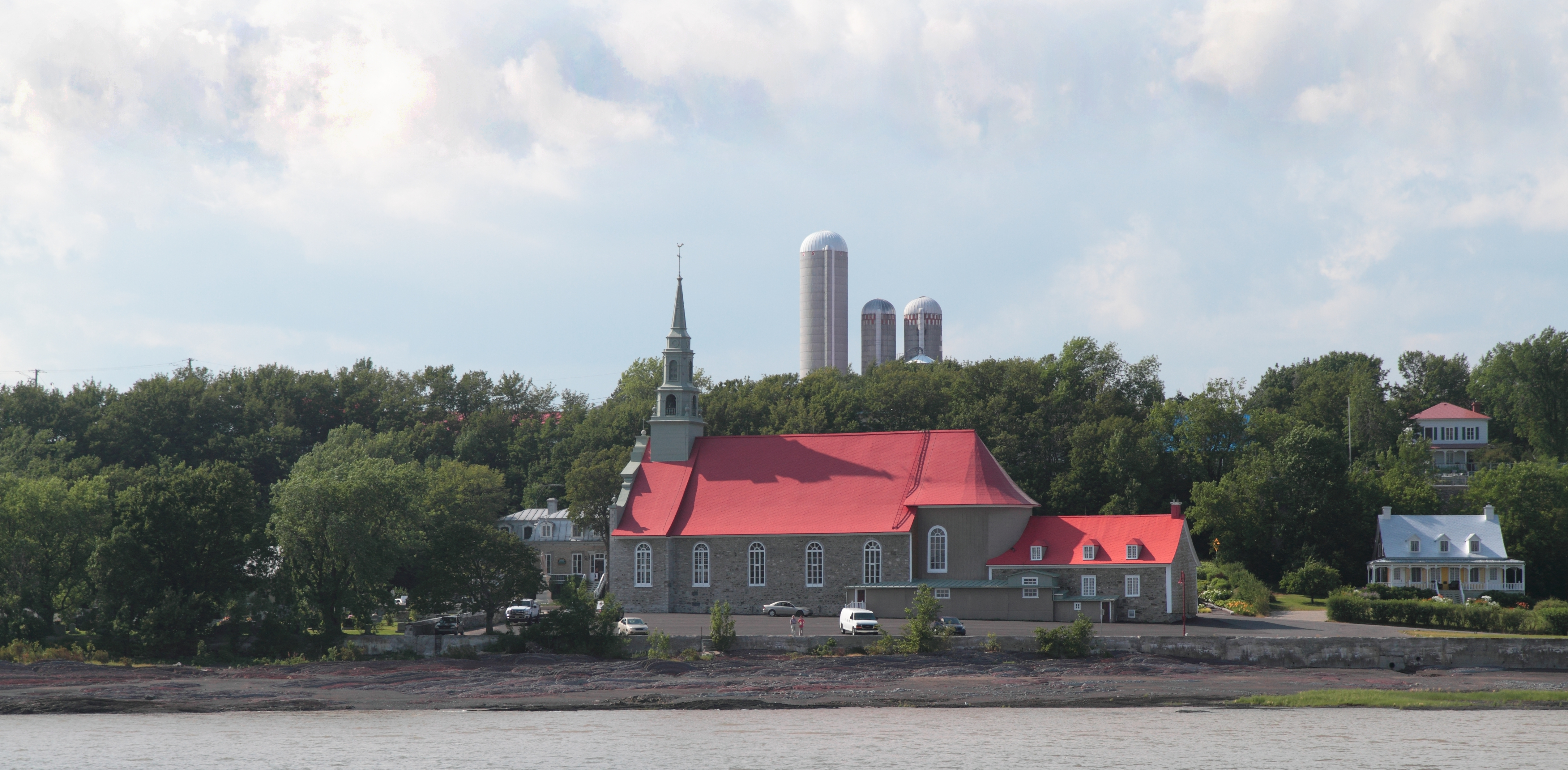
Vue de l'église à partir du fleuve
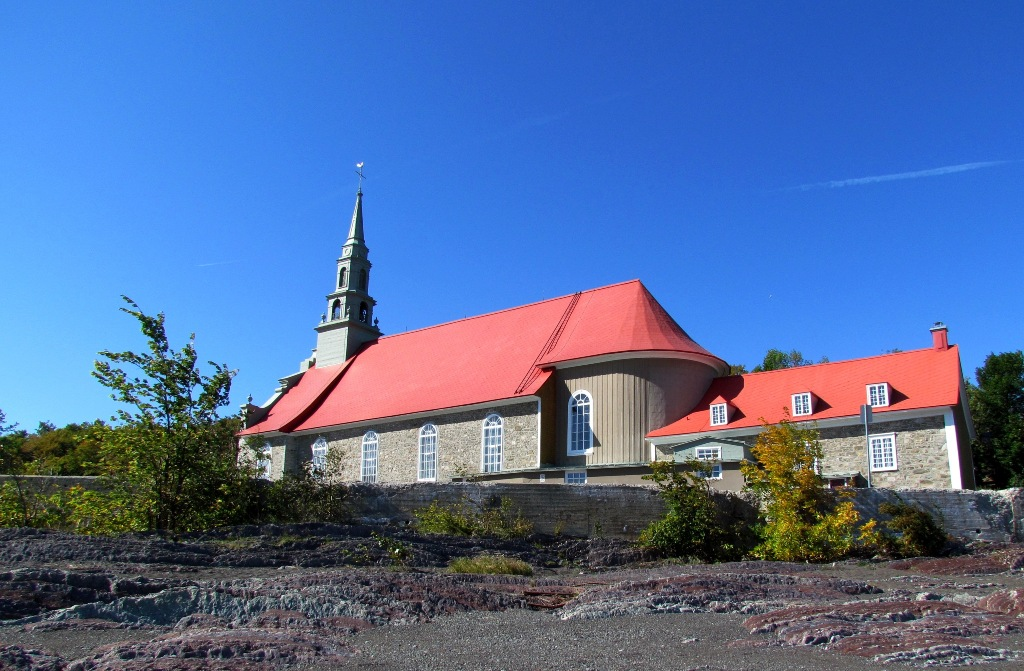
Vue arrière
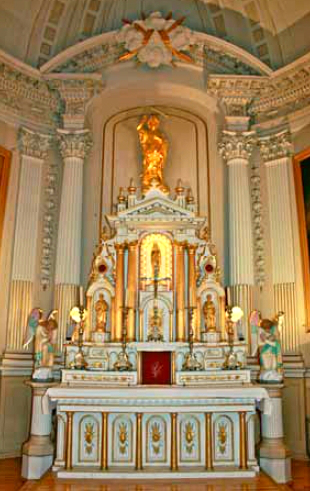
L'autel
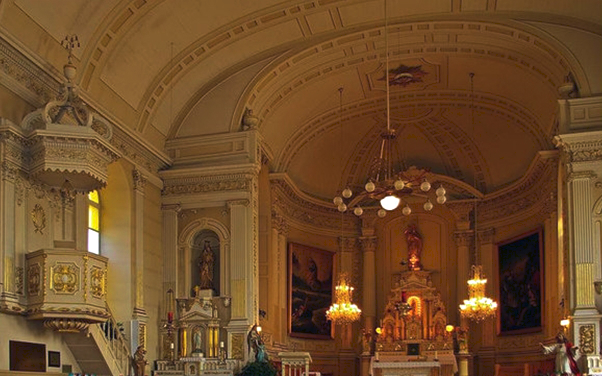
Vue intérieure

## Source
- Guy-André Roy et Andrée Ruel, Le patrimoine religieux de l'île d'Orléans, Les cahiers du patrimoine, numéro 16, ministère des Affaires culturelles, 1982,  (ISBN 2-551-04575-4).